# Hoffmaestro
Hoffmaestro is een Zweedse band uit Stockholm.

## Biografie
In 2005 brak de band door dankzij de cultfilm 'Stockholm Boogie'. Hoffmaestro hield zich bezig met het script, de soundtrack en de regie. De titelsong van deze film was het nummer Desperado. De hierop volgende jaren bracht de band 2 ep's uit en het album The Storm. De videoclip van het nummer Young Dad was genomineerd voor een Zweedse grammy. Vanaf het nummer Highwayman (2008) groeide de populariteit van de band nog verder. Nummers als Seize the Day werden grote internethits.
Hoffmaestro staat bekend om zijn energieke shows waarbij het publiek continu meegenomen wordt in deze energie. 
Mede hierdoor wordt Hoffmaestro regelmatig gekenmerkt als één van Zwedens beste live bands.
In 2009 stond de band op het Peace & Love-festival waar ruim 14.000 mensen het optreden van de band bekeken. In 2010 waren dit er ruim 34000. De "Slet-a-tronic Punkadelica Tour"  begon in 2010 bij Globen Annexet in Stockholm en het album "Slet-a-tronic punkadelica" werd uitgebracht onder het eigen label "Chraamofon". De single "Round It Goes" werd een hit in november 2010 met nummer 9 als de beste plaatsing in de charts. De volgende single was "Memories In Blue" uit maart 2011, dat van 19 juni 2011 tot 8 januari 2012 in de Zweedse hitlijst verbleef.
In december 2011 werd het nummer Your Ways gemaakt in samenwerking met het publiek. Bijdragen kwamen uit de gehele Zweedse bevolking. Het project werd uitgevoerd in samenwerking met de liefdadigheidscampagne 'Musikhjälpen'. 
Your Ways werd vervolgens uitgebracht als single.
In zomer van 2013 stond de band onder meer op het programma van het Haagse Parkpop.
In het voorjaar van 2015 werd het nummer "Highwayman" gebruikt in reclame voor Amstel Radler-bier.

## Discografie

### Albums
- The Storm (2008)
- Skank-a-tronic Punkadelica (2010)
- City Hut Sessions (2014)